# Ulf Brandell
Ulf Brandell, född 10 januari 1910 i Stockholm, död 23 mars 2003 i Stockholm i Stockholms län, var en svensk journalist. Han var mest känd som utrikesredaktör för Dagens Nyheter från 1957 till 1972.

## Biografi
Ulf Brandell föddes i Stockholm som son till fil lic Simon Brandell och Elin Brandell, född Henriques. Båda föräldrarna arbetade på Dagens Nyheter. Fadern var utrikesredaktör och modern var en av Sveriges tidigaste kvinnliga journalister. Även systern Barbro Josephson arbetade på DN.
Ulf Brandell tog socionomexamen 1930 och en fil kand med historia och statskunskap som huvudämne 1936. Han var medarbetare, redaktionssekreterare och slutligen biträdande huvudredaktör vid Bonniers konversationslexikon under åren 1936-47. Till Dagens Nyheter som han 1948 då chefredaktör Herbert Tingsten värvade honom som utrikespolitisk skribent på ledarredaktionen. Ulf Brandell blev sedan utrikesredaktör på Dagens Nyheter. Han var en oerhört flitig och mångkunnig medarbetare som berömdes mycket för sin beläsenhet och noggrannhet.
Från 1960 gjorde han regelbundna dagboksanteckningar. Han skrev om vad som hänt under dagen på ledaravdelningen på Dagens Nyheter. Ett urval ur anteckningarna för åren 1960-62 publicerades i boken Dagbok med DN, som kom ut 1976. Brandell gav här även historiska inblickar i dramatiska episoder under 1940-talets ödesår. Han berättar särskilt om sin nära förbindelse med krigsårens utrikesminister Christian Günther.
När Ulf Brandell fyllde 90 år skrev DN:s utrikesredaktör Per Ahlin i DN att Brandell gjorde dagspolitiska analyser med djupa historiska tillbakablickar. Brandells efterträdare på ledarredaktionen, Olof Santesson, skrev i Brandells dödsruna 2003 i DN att " Många människor i vårt land vägleddes och fick sin förståelse ökad genom Ulf Brandell. Liberal och frisinnad förkroppsligade han det bästa i DNs tradition."